# Европейская академия
Европе́йская акаде́мия (Academia Europaea) — общественная неправительственная организация, объединяющая ведущих учёных европейских стран. Была создана в 1988 году в рамках концепции «Общеевропейского дома» и объединённой Европы. Академия включает секции по всем основным разделам естественных и гуманитарных наук, издаёт журнал European Review. Президент (с 2021 года) — Марья Макаров (фин. 	Marja Makarow). По состоянию на 2018 год в состав академии входят около 3800 учёных, в том числе 52 нобелевских лауреата.
Концепция «Европейской академии наук» возникла на встрече в Париже европейских министров науки в 1985 году. Затем Королевское общество (Великобритания) в июне 1986 года организовало встречу в Лондоне ряда учёных, общественных и политических деятелей, где была одобрена идея создания академии.
Academia Europaea была основана как «Европейская академия естественных, гуманитарных наук и литературы» (англ. European Academy of Sciences, Humanities and Letters) на собрании, проходившем в Кембридже в сентябре 1988 года. Первым президентом был избран Арнольд Бёрджен (англ. Arnold Burgen). Министр науки Франции Юбер Курьен (фр. Hubert Curien), позже ставший вторым президентом академии, произнёс вступительную речь. Первое пленарное заседание проходило в Лондоне в июне 1989 года, в то время Академия уже насчитывала 627 членов.
В 2020 году от России было представлено более 80 членов, в том числе крупные российские учёные: И. Г. Атабеков, С. Н. Багаев, Г. И. Баренблатт, В. Б. Брагинский, В. А. Брумберг, О. В. Будницкий, А. М. Вершик, О. И. Виноградова, А. А. Галеев, Т. В. Гамкрелидзе, М. С. Гельфанд, Г. П. Георгиев, П. Г. Георгиев, Г. С. Голицын, О. А. Донцова, В. П. Дымников, И. Ф. Жимулёв, В. Е. Захаров, М. Г. Иткис, А. В. Кабанов, Ю. М. Каган, Н. С. Кардашёв, Ю. В. Матиясевич, И. И. Моисеев, О. М. Нефёдов, И. Д. Новиков, С. П. Новиков, А. Р. Оганов, В. Н. Пармон, В. М. Полтерович, В. А. Садовничий, В. П. Скулачёв, А. В. Соболев, Н. В. Соболев, А. С. Спирин, Р. А. Сюняев, Б. А. Успенский, Л. Д. Фаддеев, В. Е. Фортов, А. Р. Хохлов, М. О. Чудакова, В. Д. Шильцев, А. Н. Ширяев, В. А. Шнирельман и др.
Штаб-квартира Европейской академии расположена в Лондоне, в здании Сенат-Хаус Лондонского университета на Маллет-стрит.